# 張貴妃 (宋高宗)
张贵妃（12世纪—1190年），开封祥符县（今河南开封县）人，为宋高宗赵构的贵妃。
张氏最开始入宫时，封她为永嘉郡夫人，宋孝宗乾道六年（1170年），她被宋孝宗尊封为张婉容。宋孝宗淳熙七年（1180年），她又晋封为太上皇淑妃。淳熙十六年（1185年），张淑妃进封为张贵妃。宋光宗绍熙元年（1190年）张贵妃逝世，享年不详。